# Kuba Blokesz
Kuba Blokesz, właśc. Jakub Benedykt Blokesz (ur. 1991 w Rydułtowach) – polski wykonawca, tworzący w kręgu piosenki autorskiej, aktorskiej i artystycznej, kompozytor, autor tekstów, tłumacz i producent.

## Życiorys
Urodził się w Rydułtowach, a wychował w Pszowie. Był uczniem II Liceum Ogólnokształcącego im. ks. prof. Józefa Tischnera w Wodzisławiu Śląskim. Początkowo uczył się gry na instrumentach perkusyjnych, z czasem wybrał gitarę. Pierwsze kroki na scenie stawiał w szkole podstawowej. Jako czternastolatek wystartował w Ogólnopolskim Konkursie Recytatorskim. Trzy lata później otrzymał pierwsze wyróżnienie podczas konkursu „Jastrzębskie śpiewanie” w Jastrzębiu-Zdroju. Jego rzeczywisty debiut miał miejsce 13 grudnia 2007 w Kinoteatrze Elektrycznym w Skoczowie, gdzie wystąpił z recitalem z okazji 26. rocznicy wybuchu stanu wojennego. Po tym jak jego kariera zaczęła nabierać tempa, brał udział w wielu przedsięwzięciach muzycznych, występował w koncertach i spektaklach muzycznych m.in. Polskiego Radia. Współpracował z artystami tej miary, co Andrzej Poniedzielski, Jaromír Nohavica, Roman Kołakowski, Stefan Brzozowski, Piotr Machalica, czy Joanna Lewandowska. Oprócz własnych utworów wykonywał również piosenki innych artystów, m.in. Jaromíra Nohavicy, Jacka Kaczmarskiego.
W 2018 wydał z zespołem Chwila Nieuwagi płytę „Morawska Brama”, będącą zestawem piosenek autorów czeskich. Nowe tłumaczenia, jakie przygotował na tę okazję ze swoją żoną Joanną Leńczuk, uzyskały aprobatę autorów, w tym Jaromíra Nohavicy, który zaprosił Kubę jako gościa na swoje polskie koncerty.
W 2016, z inicjatywy Zakonu Karmelitów Bosych, powstało dwupłytowe wydawnictwo: „Bóg sam wystarcza – poezje z Karmelu” z wierszami św. Teresy z Ávili i innych świętych karmelitów. Pełnił na nim rolę producenta i kompozytora, nagrywał również gitary i śpiewał. Pod koniec 2021 ukazał się kolejny dwupłytowy album: „Wybieram wszystko”, tym razem poświęcony poezji św. Teresy z Lisieux, na którym kompozycje Kuby Blokesza nagrali m.in. Marcin Wyrostek, Renata Przemyk, Kasia Moś, Joanna Słowińska, Maciej Balcar, Piotr Kupicha, czy Andrzej Lampert.
W 2022 został  zaproszony przez Jerzego Satanowskiego do udziału w spektaklu „Edward Stachura. Między mną a mgłą”. Zaśpiewał w nim obok Artura Żmijewskiego, Pawła Ruszkowskiego i Krzysztofa Stępnia. Spektakl został wyprodukowany przez Teatr Mały Tychy, jako finał IX Tyskiego Festiwalu Słowa "Logos Fest".
Podczas pandemii przeniósł swoją działalność do Internetu, tworząc serię „Liga Mistrzów”. Śpiewał w niej regularne, pełne recitale poświęcone mistrzom piosenkopisarstwa. W ponad 30 koncertach rozbrzmiały piosenki takich twórców jak: Wojciech Młynarski, Agnieszka Osiecka, Kuba Sienkiewicz, Jacek Kaczmarski i wielu innych.

## Nagrody
Laureat wielu festiwali piosenki, m.in.:
- 45. Studenckiego Festiwalu Piosenki (2009)
- XIII Ogólnopolskiego Festiwalu Piosenki Artystycznej (Grand Prix, 2009)
- XXXVII Ogólnopolskich Spotkań Zamkowych „Śpiewajmy Poezję” (2010)
- VII Festiwalu Piosenki Poetyckiej im. Jacka Kaczmarskiego „Nadzieja” (2010)
- VII Festiwalu Twórczości „Korowód” (2014)
- XVII Festiwalu „Pamiętajmy o Osieckiej” (2014)

## Dyskografia

### Albumy
- Lwów. Szkice miejskie – wraz z Piotrem Machalicą (CD, wyd. Dalmafon, 2015)[12]
- Morawska Brama – wraz z Chwilą Nieuwagi (CD, wyd. Miszung, 2018)[13][14]

### Współpraca z innymi artystami
- Wywar z przywar (CD, wyd. MTJ, 2012)[15][16]
- Dalekie wybrzeża ciszy (CD, wyd. Polskie Radio, 2015)[17]
- Bóg sam wystarcza – poezje z Karmelu (CD, wyd. Wydawnictwo Karmelitów Bosych, 2016)[18][19]
- Wybieram wszystko (CD, wyd. Hospicjum Cordis, 2021)[20][21]

### Składanki (wybór)
- Ballady i niuanse (CD, wyd. Magnetic Records 2015)[22]
- Andrzej Poniedzielski zaśpiewany (CD, wyd. MTJ, 2016)[23]
- Pamiętajmy o Osieckiej (CD, wyd. Magic Records, 2016)[24]
- Osiecka o miłości 2 (CD, wyd. Magnetic Records, 2017)[25][26]